# Museum des Dreißigjährigen Krieges

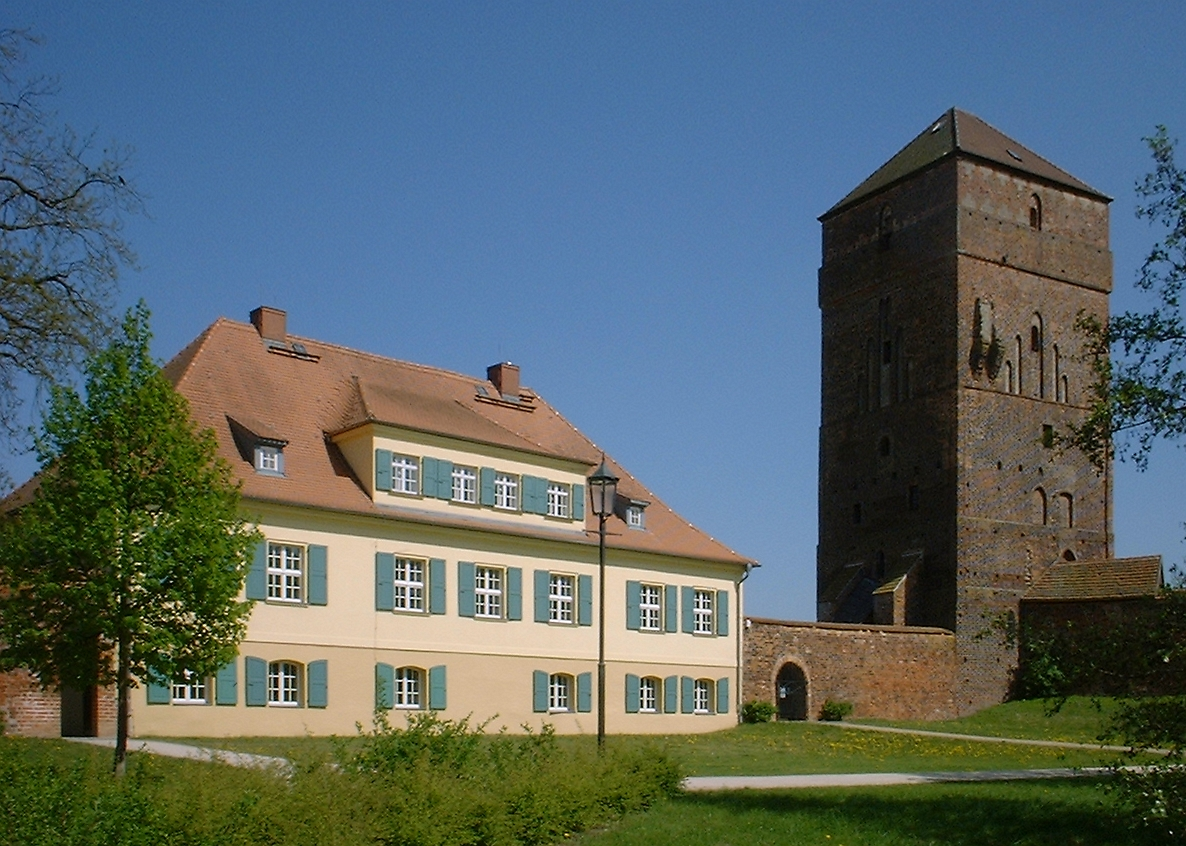
Das Bürgermeisterhaus und der Turm der Alten Bischofsburg

Das Museum des Dreißigjährigen Krieges befindet sich in Wittstock an der Dosse im siebenstöckigen Turm der spätmittelalterlichen Alten Bischofsburg, die zu den Schauplätzen des Dreißigjährigen Krieges (1618 bis 1648) gehört. Das Museum wurde am 24. September 1998 nach einer dreijährigen Restaurierung und Rekonstruktion der Burganlage als europaweit erstes dieser Art eröffnet. Am Aufbau wirkten unter anderem die Militärhistoriker Bernhard R. Kroener und Matthias Rogg mit. Erster Museumsleiter wurde der Heimatforscher Wolfgang Dost. Zur Anlage gehört des Weiteren das im Bürgermeisterhaus der Burg eingerichtete Ostprignitzmuseum, ein Heimatmuseum der Stadt Wittstock und der Region Ostprignitz in Brandenburg.
Das Museum des Dreißigjährigen Krieges dokumentiert die Ursachen, den Verlauf, die unmittelbaren Ergebnisse und Folgen sowie die Nachwirkungen des Dreißigjährigen Krieges. Die Ausstellung gliedert sich in sieben thematische Ebenen – „Mythen und Wahrheiten“, „Die Ursachen des Krieges“, „Lebensfreude und Lebensmut“, „Das Leben in der Armee“, „Technik und Mensch im Krieg“, „Die Schlacht“ und „Der langersehnte Friede“.
Aufgrund der Schlacht bei Wittstock, aus der die Truppen Schwedens im Jahr 1636 siegreich hervorgingen, ist das Museum zusammen mit der Stadt Wittstock ein Teil der Schwedenstraße, einer Ferienstraße mit kulturhistorischer Thematik.
Mitglieder des wissenschaftlichen Beirats waren oder sind unter anderem Bernhard R. Kroener, Johannes Burkhardt, Herbert Langer, Manfried Rauchensteiner, Lothar Höbelt, Jan Lindegren und Erik Norberg.